# 己酸
己酸是六个碳的直链羧酸，分子式为C5H11COOH，由己烷衍生得到。它在常温下是无色油状液体，带有类似羊的气味。己酸是脂肪酸，自然发现于动物脂肪及油中，是造成腐烂银杏肉质种子外皮难闻气味的化学品之一。